# Pontonkarosserie

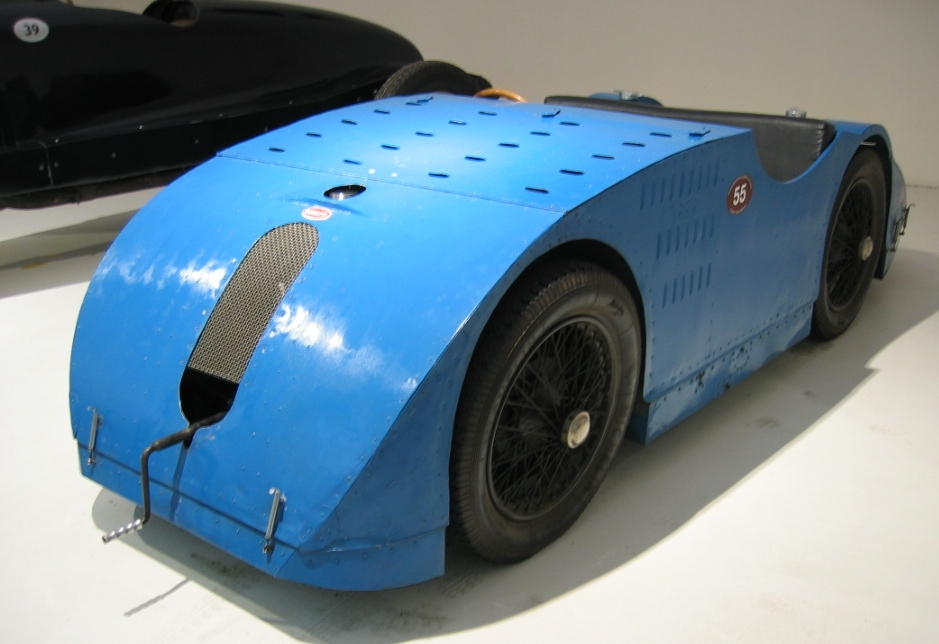
Bugatti Typ 32 Tank

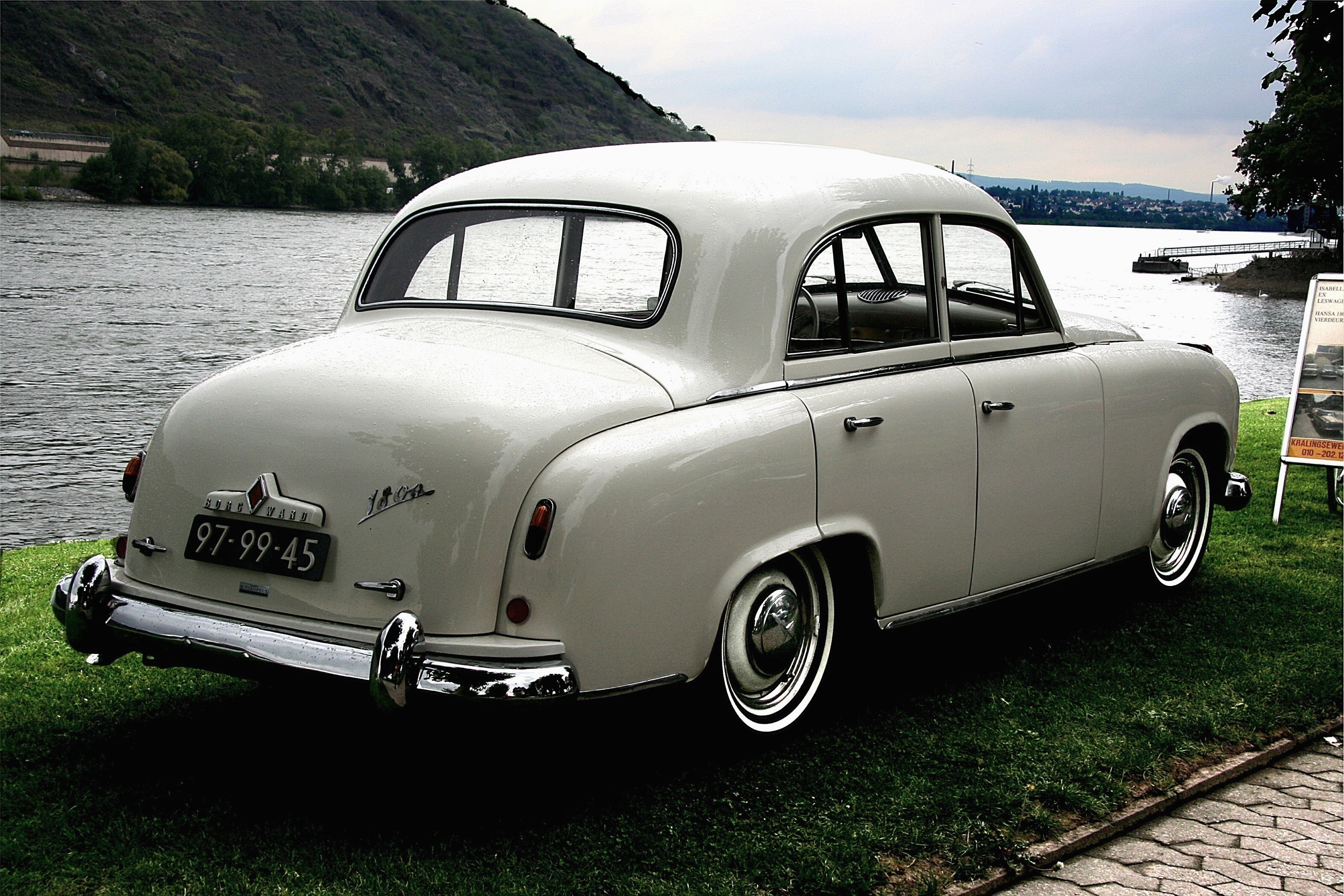
Borgward Hansa

Die Pontonkarosserie ist ein Wagenaufbau mit glatten Seitenteilen, ohne aufgesetzte Kotflügel und Trittbretter als Verbindung zwischen den vorderen und hinteren Kotflügeln.

## Geschichte
Zu den ersten bekannten Autos mit Pontonkarosserie zählen die Bugatti Type 32 „Tank“, die 1923 am französischen Grand Prix in Tours teilnahmen.
Erstes Serienautomobil der Welt mit Pontonkarosserie war der Hanomag 2/10 PS (Spitzname „Kommissbrot“) von 1925. Ende der 1930er Jahre gab es einige Pontonkarosserien für den BMW 328, die ihrer Zeit voraus waren, deren weitere Entwicklung und Bau jedoch durch den Zweiten Weltkrieg gebremst wurden. Direkt nach Kriegsende kamen in den USA der Kaiser-Frazer und der Crosley CC mit dieser Form auf den Markt, in Europa etwas später der GAZ-M20 Pobeda (1946), Borgward Hansa (1949), der Fiat 1400 (1950) und der Ford Taunus 12M (1952). Aber schon beim Renault Frégate (1950) lockerten die Designer die strenge Pontonform durch angedeutete hintere Kotflügel auf, wie auch beim ersten Opel Olympia Rekord 1953.
Die Pontonkarosserie hat bei gleichem Außenmaß einen breiteren Innenraum als die Konstruktionen der Zeit vor dem Zweiten Weltkrieg. In den 1950er Jahren bis Anfang der 1960er Jahre wechselten nahezu alle Hersteller mit ihren neuen Modellen zu dieser Form. Letztes populäres Beispiel der „Stromlinienform“ der späten 1930er Jahre war abgesehen von „Exoten“ wie den Sportwagen von Morgan Motor der VW Käfer, der neben den modernen VW-Typen bis 2003 gebaut wurde.
Die Pontonform wurde Ende der 1950er Jahre von der Trapezlinie abgelöst, wie in Italien beim Fiat 1800, der den 1900 ersetzte, oder in Frankreich beim Peugeot 404, der auf den 403 folgte.
Für moderne Karosserien wird der Begriff Pontonkarosserie nicht mehr verwendet, da es – bedingt durch Auswölbung der Radausschnitte oder stabilisierende Sicken – kaum völlig glatte Fahrzeugflanken gibt.
Die Bezeichnung „Pontonkarosserie“ steht im Allgemeinen nur noch für die abgerundeten, stark gewölbten Formen im Automobildesign der 1950er Jahre, im Speziellen für den Mercedes-Benz 180, der „Ponton-Mercedes“ oder kurz „Ponton“ genannt wird.